# 威尼斯人酒店球體館
威尼斯人酒店球體館（英語：Sphere at The Venetian Resort）是一座位於美國內華達州拉斯維加斯威尼斯人酒店的沉浸式體驗球形場館和娛樂場所。該建築位置靠近拉斯維加斯大道，位於威尼斯人酒店的東側。
該建築的計畫於2018年由麥迪遜廣場花園娛樂公司宣布，並在隔年開始建造。該設施擁有18,600個座位，最初預計於2021年開放。然而，由於COVID-19疫情導致供應鏈中斷，施工工作在2020年4月暫停，並於該年晚些時候重新開始，最終球體館於2023年9月29日正式開幕。

## 沿革

### 背景
球體館最初被稱為MSG球體館（MSG Sphere），該項目於2018年2月宣布。最初是由麥迪遜廣場花園公司（MSG）和拉斯維加斯金沙集團作為合作夥伴而共同推出的計畫。球體館的位置規劃在拉斯維加斯大道旁，靠近威尼斯人酒店的東側。拉斯維加斯金沙公司貢獻了佔地18英畝（7.3公頃）的用地供此項目使用。然而，在2022年，阿波羅全球管理收購了威尼斯人酒店，成為了MSG在球體館項目上的新合作夥伴，以取代拉斯維加斯金沙公司。同時，維西地產則則購買了威尼斯人酒店和球體館所在土地的所有權。
球體館的設計由博普樂思負責，其內部將擁有世界上最大的LED屏幕。最初，MSG估計該項目的成本為12億美元。然而，由於客戶需求增加等設計變更，該公司在2020年2月宣布成本上升至16.6億美元。隨著時間推移，成本持續增加，最終項目的成本超過了20億美元，這主要是由於2021年-2023年的全球供應鏈危機和通脹激增所導致[16][17]。項目的最終預計成本達到23億美元，成為拉斯維加斯歷史上最昂貴的娛樂場所，超越19億美元的忠實體育場。

### 建設
球體館的動工儀式於於2018年9月27日舉行，有300人參加，其中包括拉斯維加斯金沙公司的謝爾登·阿德爾森和內華達州州長布萊恩·桑多瓦。報導稱，該館將建有酒吧、私人套房、博物館和零售空間等複合設施。AECOM在2019年2月通過初步協議開始工地上的工作，該公司之前參與了其他幾個體育場的建設項目，包括拉斯維加斯的T-Mobile體育館。基地挖掘工作於2019年3月開始進行，總共挖掘了約11萬立方碼（8.4萬立方公尺）的鈣質層和石灰岩，為建築地基做好準備。2019年6月，AECOM被任命為總承包商，項目最初有400名施工人員，並預計最終將達到1500人。隨後於2019年7月開始進行地下室的建設。
到了2019年10月，施工人員已完成球體館地下室和第一層結構，佔地8萬平方英尺（7,400平方米）。地下室預計將作為公共場所舉辦活動，施工深度達到21英尺（6.4公尺）。截至2019年12月，球體的高度已達到65英尺（20公尺），完成了建築的八層中的第四層。
2020年2月，世界上第四大起重機DEMAG CC-8800履帶起重機被安裝在工地的東北側，用於舉起重型的建築材料，其高度可達580英尺（180公尺）。該起重機以拆解狀態從比利時的泽布吕赫運輸穿越大西洋到加利福尼亚州的懷尼米港，然後使用120輛拖車將其運送到拉斯維加斯。組裝主起重機需要另外一部起重機，整個過程耗時約18天。到2020年3月，球體的最寬處直徑已達到516英尺（157公尺），距離地面108英尺（33公尺）。
球體館原計劃於2021年開放。然而，由於COVID-19疫情的影響，該項目在2020年3月31日進入停工狀態。COVID-19對供應鏈的干擾阻礙了施工進展，導致所有現場施工工作在消息宣布後的兩周內陸續停止。2020年8月，MSG宣布正式恢復工程，並將建築物的開放時間延後至2023年。接下來的15個月，施工將集中在混凝土上進行鋼結構的安裝，最終將進行重量為13,000噸的穹頂建造工程。2020年10月，工作人員完成了迄今為止最重的起重作業，安裝了兩根240噸的鋼梁。
2020年12月，MSG接管了承建商工程，並於2021年2月加入重達170噸的鋼壓環，這是整個項目中最重的起重作業。由於尺寸較大，壓環必須在現場進行組裝。工作人員花了三個星期進行鋼結構的焊接和螺栓固定，然後使用起重機將壓環吊升到位。

#### 穹頂、外逸層和內部
球體館的穹頂結構需要使用約3,000噸的鋼材。2021年3月，工人們開始安裝32個重達100噸的橫梁，穹頂的形狀開始逐漸呈現。到了2021年5月，橫桁架的安裝工作已完成一半，為了完成剩餘的安裝工作，起重機需要移到地產南側。由於尺寸龐大，搬運起重機最後共花費兩天的時間。
穹頂於2021年6月18日封頂，同時開始建造圍繞穹頂的外逸層。該層板將由可從數英里外看見的LED燈板構成，比穹頂本身高出30%，成為建築物中最高的結構。2021年8月，球體館內部的裝潢工作正式開始進行。
穹頂鋼框架完工後，工人們將泵送了6,000立方碼（4,600立方米）的混凝土到穹頂上，形成了一層厚度約10英寸（250毫米）、重約10,000噸的混凝土層。穹頂於2021年10月完工。。穹頂於2021年10月正式完工。工作人員將專注於重達730噸的鋼結構框架裝設於外觀，該框架將支撐著屋身的LED屏幕和音訊裝置。對內部框架的工程一直持續到2022年。第二次封頂（外逸層）於2022年5月24日舉行，並隨即進行了內部和外部LED屏幕的安裝工作。

### 開幕
2023年，球體館揭曉新的名稱「威尼斯人酒店球體館」。並在2023年7月4日在拉斯維加斯舉辦的美國獨立日慶祝活動中點亮了LED外殼。該場地預定將於2023年9月29日正式開幕，U2樂團將成為首位在此駐場表演的藝人。
完工後，MSG計劃在每年於球體館舉辦約四到六個駐場表演。同時還計劃在2023年10月推出名為「Postcards from Earth」的節目。預計整個球體館將提供多達3,000個就業機會。

## 結構
球體館是一座高度為366英尺（112），最寬處為516英尺（157）的建築物。一旦完工，它將成為全球最大的球形建築物，佔地面積為875,000平方英尺（81,300平方公尺）。球體館將提供18,600個座位，每個座位都配備高速網路連接。其中10,000個座位將具備振动反馈技術。座位並未完全圍繞整個球體，而是覆蓋了約三分之二的內部空間，剩餘的部分作為舞台。此外，球體館還可容納20,000名站立觀眾。球體館共有九層，包括地下室，地下室內還設有VIP俱樂部。其中，第三層和第五層提供了23個貴賓套房。
該建築內部將設置一個佔地160,000平方英尺（15,000平方公尺）的16K解析度全景LED顯示器，這是目前世界上最大且解析度最高的LED屏幕。該場館的外部將配備佔地580,000平方英尺（54,000平方公尺）的可編程照明，並可根據節日或相關活動進行調整。場館還將擁有16萬4000組揚聲器系統，音響系統將通過地板傳遞音場。此外，還將使用包括氣味和風等4D特效來展現虛擬場景 。
球體館未來將成為拉斯維加斯舉辦頒獎典禮和音樂會的主要場地，並將舉辦其他娛樂活動。儘管它並非專為體育比賽而設計，但有可能定期拳擊和綜合格鬥等賽事，以及電子競技錦標賽。
在周邊地區，球體館提供304個停車位，並在鄰近的威尼斯人酒店、宮殿酒店和威尼斯人博覽中心的停車場提供額外的停車位。此外，還計劃建造一座長達1,000英尺（300）的行人天橋，以連接球體館和博覽中心，並計劃建造一個新的拉斯維加斯單軌列車站。然而，由於2020年的停工，部分設施的興建暫時延遲。

## 姐妹館
MSG計劃在英國倫敦東部的斯特拉福德興建一座與球體館形式完全相同的倫敦MSG球體館，該公司還計劃未來在世界各地建造其他球體館。

## 工作室
球體館工作室於2022年5月在加利福尼亚州伯班克開幕。這個工作室的主要職責是處理球體館的未來LED表演製作和後期製作工作，並致力於與電影製片人和音樂家合作，以創作球體館未來外觀的表演內容。曾參與遊樂設施《星艦奇航記：體驗之旅》的製作的資深人士特德·金（Ted King）也加入團隊，參與未來球體館視覺內容的製作。
該工作室設施高度接近100英尺（30公尺），是拉斯維加斯球體館的縮小版本。

## 另見
- 艾維奇體育館
- 影視虛擬實境（英语：Cinematic_virtual_reality）
- T-Mobile體育館
- 全網度假村及競技場（英语：All Net Resort & Arena）

## 外部連結
- 官方網站 （页面存档备份，存于）
- Corporate website （页面存档备份，存于）